# Eskilstrup
Eskilstrup ist eine kleine Eisenbahnerstadt mit 1093 Einwohnern (Stand: 1. Januar 2025) auf der dänischen Insel Falster, ca. 10 km nördlich von Nykøbing Falster gelegen. Sie bildet eine eigene Kirchspielsgemeinde (dän.: Sogn) Eskilstrup Sogn. Bis 1970 gehörte diese zur Harde Falsters Nørre Herred im damaligen Maribo Amt, danach zur Nørre Alslev Kommune im Storstrøms Amt, die im Zuge der  Kommunalreform zum 1. Januar 2007 in der Guldborgsund Kommune in der Region Sjælland aufgegangen ist.

## Sehenswürdigkeiten

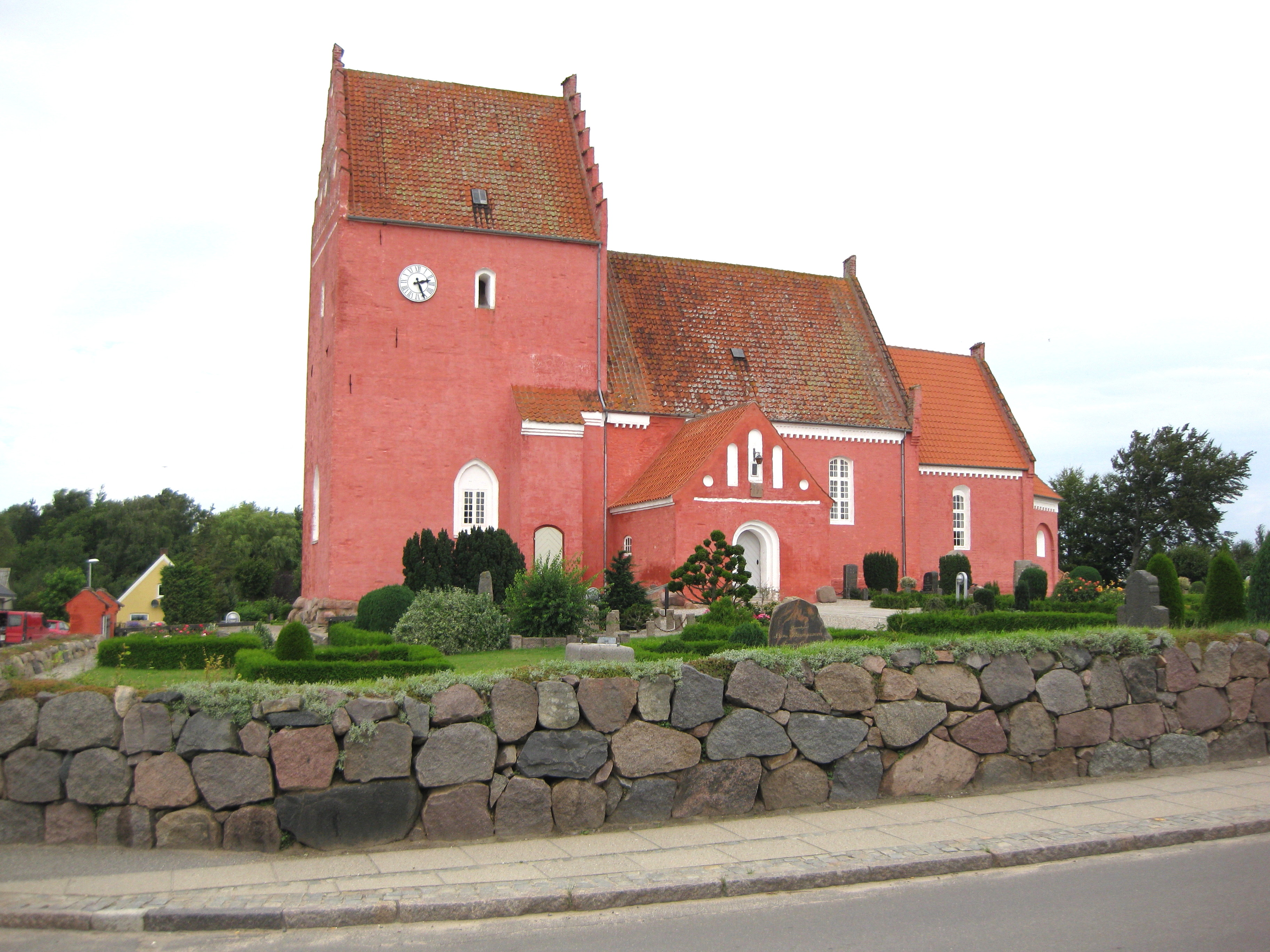
Eskilstrup Kirke

In Eskilstrup findet sich Danmarks Traktormuseum („Dänemarks Traktormuseum“ – früher: „Lolland-Falsters Traktor- og Motormuseum“), eine Ausstellung alter Traktoren und Motoren.
Nahe der Stadt liegt der Krokodille Zoo, ein Krokodilzoo, der Europas größte Sammlung lebender Krokodile zeigt.
Die Eskilstruper Mühle, eine Holländerwindmühle, wurde 1882 errichtet und war bis 1960 in Betrieb. 1995 wurde die lokale Müllerzunft gestiftet, die seitdem einmal am Tag gemahlen hat. Derzeit wird die Mühle renoviert und ist nicht in Betrieb.

## Verkehr

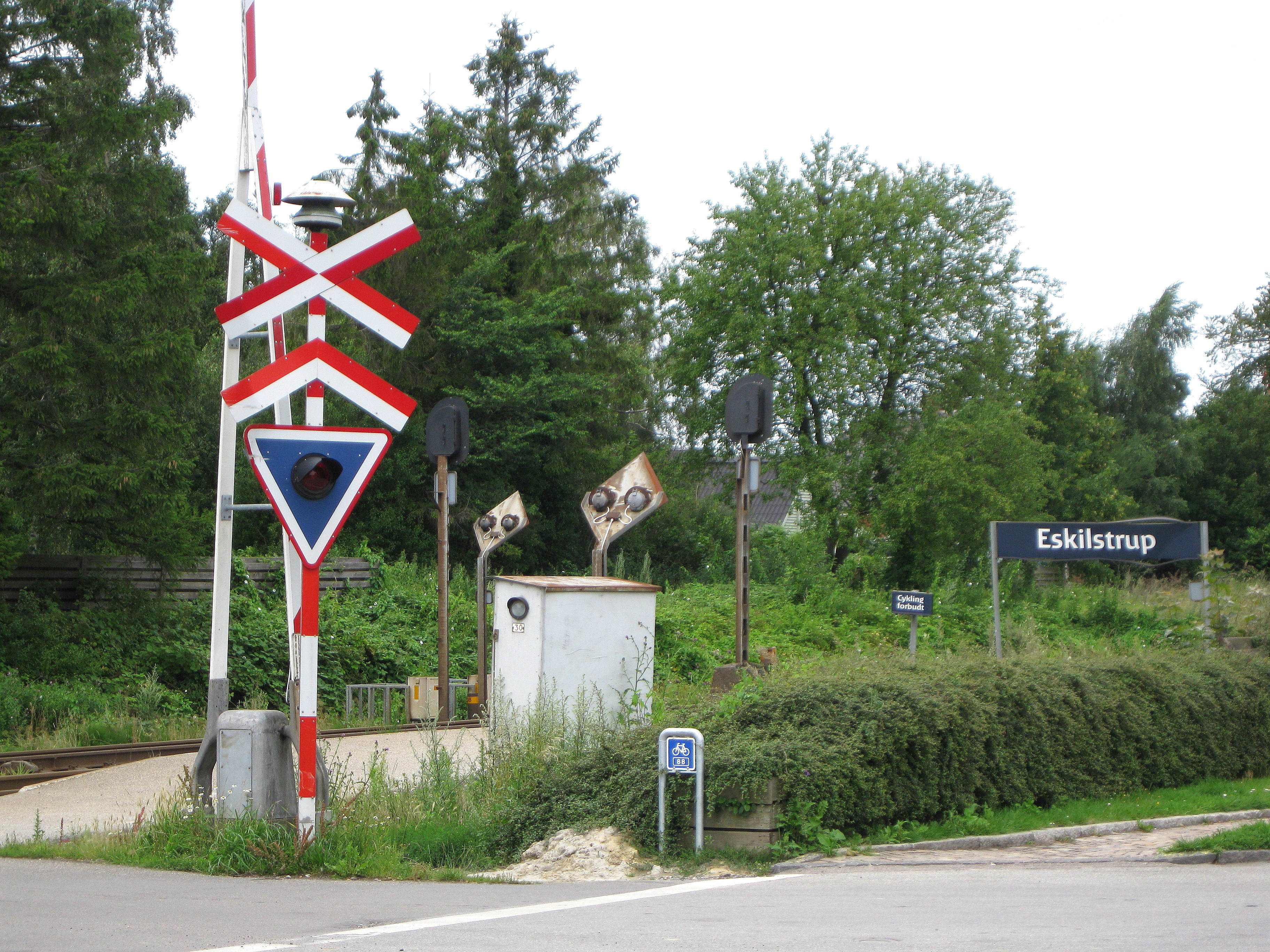
Bahnübergang beim Bahnhof

Im Gemeindegebiet besteht ein Bahnhof an der Bahnstrecke Ringsted–Rødby Færge.
Am Sydmotorvejen (dänisch für „Südautobahn“) existiert einige Kilometer nördlich der Stadt eine Ausfahrt Nr. 44, die „Eskilstrup“ heißt. Hier treffen von Westen die aus Rødbyhavn (mit der dortigen Fährstation nach Puttgarden) kommende Europastraße 47 (Vogelfluglinie) und von Süden die aus Gedser (mit der dortigen Fährstation nach Rostock) kommende Europastraße 55 zusammen, um gemeinsam über die Farøbroerne nach Sjælland und dort über Kopenhagen nach Helsingør und zur Fähre nach Helsingborg zu laufen.

## Geschichte
Die Figur des eisenzeitlichen Mann von Rude-Eskildstrup wurde im nahegelegenen Moor gefunden. Der Keller von Eskilstrup wurde 2024 unter einem neolithischen Haus der Trichterbecherkultur (TBK) aus dem Endneolithikum, (3080 bis 2780 v. Chr.) gefunden. 
Gegen 1870 wird die Stadt in dem von Jens Peter Trap begründeten Standardwerk Statistisk-topografisk Beskrivelse af Kongeriget Danmark („Statistisch-topographische Beschreibung des Königreiches Dänemark“) wie folgt beschrieben: Eskildstrup med Kirke og Skole, Jernbanestation („Eskildstrup [sic!] mit Kirche und Schule, Eisenbahnstation“).
Um die Jahrhundertwende zum 20. Jahrhundert lautet der Eintrag: Eskildstrup med Kirke, Skole, teknisk Skole (opr. 1885), Forsamlingshus (opf. 1889), Jærnbanestation, Telegraf- og Telefonstation, Fællesmejeri, Kro og Lægebolig („Eskildstrup [sic!] mit Kirche, Schule, technischer Schule (errichtet 1885), Versammlungshaus  (errichtet 1889), Eisenbahnstation, Telegrafen- und Telefonstelle, Meierei, Gaststätte und Arzthaus“).